# 拉德卡·科瓦日科娃
拉德卡·科瓦日科娃（捷克語：Radka Kovaříková，1975年2月26日—），捷克女子花样滑冰运动员。她曾代表捷克参加世界花样滑冰锦标赛，获得一枚金牌和一枚银牌。她也参加了1992年和1994年冬季奥运会。